# Tiro com Arco na Universíada de Verão de 2017
Na Universíada de Verão de 2017, as competições de Tiro com Arco serão disputadas entre os dias 20 e 24 de agosto no Estádio Nacional de Esportes Universitários de Taiwan em Taoyuan, Taiwan.

## Nações participantes

### Masculino
126 arqueiros de 37 países participaram deste esporte nesta Universíada. Abaixo está a quantidade por país:

### Feminino
111 arqueiras de 33 países participaram desta Universíada. Idem ao anterior, abaixo está a quantidade: